# Ludwig Hoffmann (Politiker, 1943)
Ludwig Hoffmann (* 20. September 1943 in Jürgenshof, Gemeinde Alt Schwerin) ist ein deutscher Politiker (SPD). Von 1994 bis zum 31. Juli 2008 war er Oberbürgermeister der Stadt Wernigerode.

## Leben
Ludwig Hoffmann ist der Sohn des Agrarwissenschaftlers Erich Hoffmann und dessen Ehefrau Dorothee geborene Knapp. 1946 zog die Familie von Mecklenburg nach Halle (Saale) um. Den Schulbesuch von 1950 bis 1962 schloss er mit dem Abitur ab. Nach einem sechsjährigen Studium an der TU Dresden war er ab 1968 als Diplom-Ingenieur im VEB Elektromotorenwerk Wernigerode in der Abteilung Arbeitsstudienwesen tätig. 1969/70 versah er seinen Wehrersatzdienst als Bausoldat. 1977/78 absolvierte er ein externes postgraduales Studium Bereich Arbeitssoziologie an der Martin-Luther-Universität Halle-Wittenberg. Von 1989 bis 1991 arbeitete er in der Technologischen Entwicklung des Elektromotorenwerkes. Ab 1991 bis 1994, seiner Wahl zum Oberbürgermeister der damaligen Kreisstadt Wernigerode, war er Geschäftsführer der Gesellschaft für Bildung und Arbeit GmbH Wernigerode.
Daneben wirkte Hoffmann seit 1964 in verschiedenen lokalen und gesamtkirchlichen Gremien und Konferenzen der Evangelischen Kirche mit und war Mitbegründer des Friedenskreises Wernigerode.
Gegenwärtig ist er erster Ehrensenator der Hochschule Harz und Vorsitzender der Gesellschaft der Freunde des Schlosses Wernigerode.

## Ehrungen
- Anlässlich seiner Verabschiedung als Oberbürgermeister von Wernigerode am 31. Juli 2008 erhielt Ludwig Hoffmann aus den Händen von Sachsen-Anhalts Ministerpräsident Wolfgang Böhmer das von Bundespräsident Horst Köhler verliehene Verdienstkreuz am Bande der Bundesrepublik Deutschland.[2]
- Eintragung in das „Goldene Buch der Stadt Wernigerode“ anlässlich seiner Verabschiedung als Oberbürgermeister.[3]
- Aufgrund seiner großen Verdienste um die Hochschule wurde Ludwig Hoffmann am 28. November 2008 der Titel "Ehrensenator der Hochschule Harz" verliehen.[4]